# Alistra taprobanica
Alistra taprobanica là một loài nhện trong họ Hahniidae.
Loài này thuộc chi Alistra. Alistra taprobanica được Eugène Simon miêu tả năm 1898.